# Charlotte Casiraghi

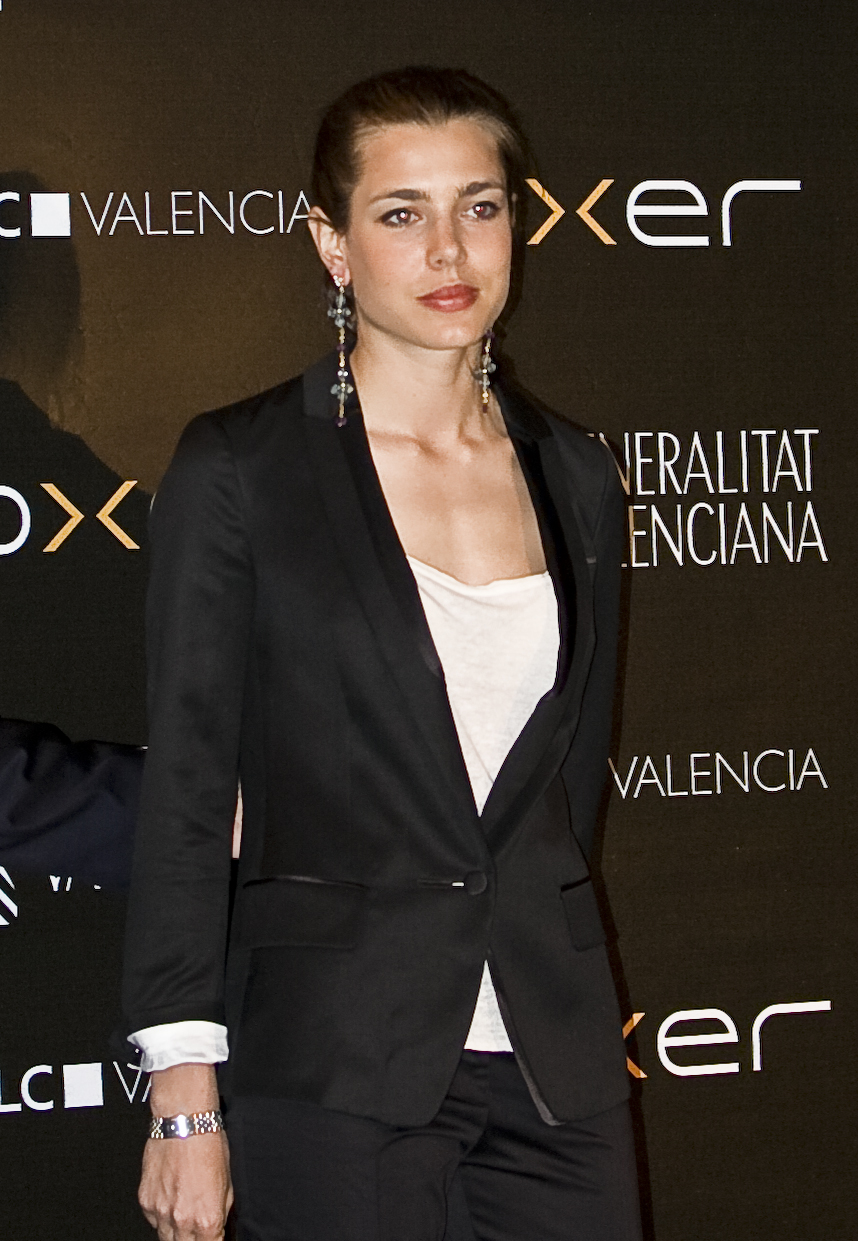
Charlotte Casiraghi (2010)

Charlotte Marie Pomeline Casiraghi (* 3. August 1986 in La Colle, Monaco) ist das zweite Kind von Caroline von Monaco (heute Caroline von Hannover) und ihrem zweiten Ehemann, dem italienischen Unternehmer Stefano Casiraghi. Sie hat zwei Brüder, Andrea Casiraghi und Pierre Casiraghi, sowie eine Halbschwester, Alexandra Prinzessin von Hannover (* 20. Juli 1999).

## Leben
Charlotte Casiraghi ist die Enkeltochter von Fürst Rainier von Monaco und Fürstin Gracia Patricia. Auf Betreiben ihrer Mutter, Prinzessin Caroline, erhielt sie ebenso wie ihre Geschwister Andrea und Pierre keinen Adelstitel.
Im Oktober 1990, als Charlotte vier Jahre alt war, verunglückte ihr Vater bei einem Rennunfall mit einem Offshore-Powerboat vor der Küste Monte Carlos tödlich. Nach seinem Tod zog ihre Familie nach Saint-Rémy-de-Provence in Südfrankreich.
Casiraghi studierte an der Sorbonne in Paris und erwarb dort einen Abschluss in Philosophie.
2018 veröffentlichte sie zusammen mit ihrem Philosophielehrer Robert Maggiori das Buch Archipel des Passions (deutsche Ausgabe 2019: Archipel der Leidenschaften).
Charlotte Casiraghi ist Springreiterin und tritt regelmäßig bei Turnieren an. Im Jahr 2010 wurde ihr das Amt der Ehrenpräsidentin des Turniers Jumping International de Monte-Carlo verliehen, ein Titel, den zuvor schon ihre Mutter Caroline innehatte.
Sie ist Mitbegründerin der Zeitschrift Ever Manifiesto, die über ökologische Aspekte der Modeindustrie berichtet. Des Weiteren engagiert sie sich für die Princess Grace Foundation und nimmt gelegentlich repräsentative Aufgaben wahr.
2013 machte sie Werbung für ein Modeunternehmen. Für die Motive der Kampagne wurde sie vom Fotografen Peter Lindbergh in Szene gesetzt.
Im März 2013 wurde bekannt, dass Casiraghi mit dem Schauspieler Gad Elmaleh liiert war. Am 17. Dezember 2013 brachte sie in Monaco ihren gemeinsamen Sohn, Raphaël, zur Welt, den sie 2014 in der Palastkapelle in Monaco katholisch taufen ließen. Er ist in der Thronfolge des Fürstentums nicht berücksichtigt, da Fürst Rainier III. im Jahr 2002 die Verfassung des Fürstentums dergestalt ändern ließ, dass nur ehelich geborene Kinder die Erbfolge antreten können. Casiraghi und Elmaleh sind seit Oktober 2015 getrennt. Seit 2017 war Casiraghi mit dem französischen Filmproduzenten Dimitri Rassam, einem Sohn der Schauspielerin Carole Bouquet, liiert. Am 23. Oktober 2018 brachte sie in Monaco ihren zweiten Sohn zur Welt. Vater des Kindes ist Rassam. Am 1. Juni 2019 heirateten Casiraghi und Rassam standesamtlich in Monaco. Die kirchliche Trauung fand am 29. Juni 2019 in Saint-Rémy-de-Provence statt. Ende des Jahres 2023 wurde die Ehe Casiraghi-Rassam geschieden.

## Thronfolge
Seit der Geburt von Erbprinz Jacques von Monaco und Prinzessin Gabriella von Monaco sowie der Kinder von Casiraghis Brüdern Andrea und Pierre Casiraghi steht Charlotte Casiraghi auf Rang 11 der monegassischen Thronfolge.